# Acción del 2 de mayo de 1707
La acción del 2 de mayo de 1707, también conocida como acción de Beachy Head, fue una batalla naval de la guerra de sucesión española en la que un escuadrón francés bajo el mando de Claude de Forbin interceptó un gran convoy británico escoltado por tres barcos de línea, bajo el mando del comodoro Barón Wylde. La acción comenzó cuando tres barcos franceses, el Grifon, el Blackoal y el Dauphine se enfrentaron al HMS Hampton Court , mataron a su capitán, George Clements, y se la llevaron. El Marte de 60 cañones de Claude Forbin atacó HMS Grafton y, cuando se unió a los barcos franceses Blackoaly Fidèle , mató al capitán Edward Acton y se la llevó también. [4] El convoy fue dispersado y el último buque escolta británico, el HMS Royal Oak, tocado gravemente y con cuatro metros de agua en su sentina, logró escapar hacia la costa cerca de Dungeness, desde donde fue llevada al día siguiente a los Downs. [5]
Los franceses tomaron 21 buques mercantes, además de los dos barcos de 70 cañones de línea y los llevaros todos a Dunkerque. [6]

## La acción
El 1 de mayo, un gran convoy hacia el exterior de las Indias Occidentales , bajo la protección de tres barcos de la línea, navegó desde las Llanuras y estando a seis leguas al oeste de Beachy, se enfrentaron con el escuadrón francés de Dunkerque, comandado por Claude de Forbin. Este escuadrón consistió en 7 velas de la línea y 6 corsarios. [7] La acción comenzó cuando 3 barcos franceses, Griffon , Blackoal y La Dauphine , lucharon contra Hampton Court y mataron al capitán Clements. El comodoro Wyld tomó cinco de sus buques mercantes más grandes en su línea y audazmente se encontró con el ataque de los barcos franceses. [8] Durante dos horas y media se mantuvo un gran fuego en ambos lados; Tribunal Hamptonluchó desesperadamente y se vio obligado a rendirse. [9] La Dauphine luego atacó vigorosamente a Grafton y cuando se unieron a los barcos franceses Blackoal y Fidele , la capturó después de una disputa cálida de media hora. [10] Marte de 60 cañones de Claude Forbin atacó Royal Oak del comodoro Wyld . El barco, que tenía once pies de agua en su bodega, logró escapar con grandes pérdidas al correr a tierra, desde donde fue llevada a los Downs. [11]

## Orden de batalla

### Francia
- Mars 60 – Señor de Forbin, Jefe de división.[2]
- La Dauphine 56 – Conde de Roquefeuil.[2]
- Fidèle 56 – Barón d'Arey.[2]
- Blackoal 54 – de Tourouvre.[2]
- Salisbury 50 – Señor de Vezins.[2]
- Griffon 50 – Señor de Nangis.[2]
- Protée 50 – Conde d'Illiers.[2]

6 Corsarios.

### Gran Bretaña
- HMS Royal Oak 76 – Commodoro Barón Wylde, Escapado.[3]
- HMS Hampton Court 70 – Capitán George Clements †, Capturado.[3]
- HMS Grafton 70 – Capitán Edward Acton  †, Capturado.[3]

55 Barcos mercantes.

## referencias
1. ↑  Esta batalla ocurrió uno o dos días después de las Actas de la Unión de 1707
2. 1 2 3 4 5 6 7 8  Troude 259
3. 1 2 3  Allen p.101